# Priacanthus nasca
Priacanthus nasca är en fiskart som beskrevs av Starnes, 1988. Priacanthus nasca ingår i släktet Priacanthus och familjen Priacanthidae. Inga underarter finns listade i Catalogue of Life.